# Amatignak
Amatignak – wyspa w Stanach Zjednoczonych, w stanie Alaska, należąca do archipelagu Aleutów, do grupy Wysp Delarof. Ma około 6 mil (9,7 km) długości, a jej najwyższy punkt jest położony na wysokości 302 m n.p.m.. Leży w granicach obszaru chronionego Alaska Maritime National Wildlife Refuge. Wyspa charakteryzuje się rozległymi, falistymi, trawiastymi zboczami oraz wysokimi klifami. Jest często wykorzystywana jako punkt odniesienia przy opisywaniu lokalizacji trzęsień ziemi.
Na wyspie Amatignak znajduje się najdalej na południe wysunięty punkt Alaski. Jeśli przyjąć, że południk 180° (od którego wyspa jest oddalona o 20 mil (32 km)) oddziela półkulę wschodnią i zachodnią, to znajduje się na niej również najdalej wysunięty na zachód punkt Stanów Zjednoczonych i całej Ameryki Północnej. Nazwa wyspy pochodzi od wyrazu z języka aleuckiego, oznaczającego zrębki.